# Bernardino Lagni
Bernardino Lagni (* 1968 Schio Benátsko) je bývalý italský reprezentant ve sportovním lezení, první italský mistr světa, mistr Itálie a vítěz italského poháru v lezení na obtížnost.

## Výkony a ocenění
- 1999: získal první italské zlato i medaili na mistrovství světa v lezení na obtížnost dosud (2016) jedinou (v boulderingu byly poté ještě dvě zlaté)
- 1999–2001: dvakrát obhájil vítězství v Italském poháru

### Závodní výsledky
| Mistrovství světa | Mistrovství světa |
| Rok               | 1999              |
| ----------------- | ----------------- |
| Obtížnost         | 1                 |

| Světový pohár (nalevo jsou poslední závody v roce) | Světový pohár (nalevo jsou poslední závody v roce) | Světový pohár (nalevo jsou poslední závody v roce) | Světový pohár (nalevo jsou poslední závody v roce) | Světový pohár (nalevo jsou poslední závody v roce) | Světový pohár (nalevo jsou poslední závody v roce) | Světový pohár (nalevo jsou poslední závody v roce) | Světový pohár (nalevo jsou poslední závody v roce) | Světový pohár (nalevo jsou poslední závody v roce) | Světový pohár (nalevo jsou poslední závody v roce) |
| Rok                                                | 1997                                               | 1998                                               | 1999                                               | 2000                                               | 2001                                               | 2002                                               | 2003                                               | 2004                                               | 2006                                               |
| -------------------------------------------------- | -------------------------------------------------- | -------------------------------------------------- | -------------------------------------------------- | -------------------------------------------------- | -------------------------------------------------- | -------------------------------------------------- | -------------------------------------------------- | -------------------------------------------------- | -------------------------------------------------- |
| Obtížnost                                          |                                                    |                                                    |                                                    |                                                    |                                                    |                                                    |                                                    |                                                    |                                                    |
| jednotlivě (x/x/x)                                 |                                                    |                                                    |                                                    |                                                    |                                                    |                                                    |                                                    |                                                    |                                                    |

| Mistrovství Itálie | Mistrovství Itálie | Mistrovství Itálie | Mistrovství Itálie | Mistrovství Itálie | Mistrovství Itálie |
| Rok                | 1998               | 1999               | 2001               | 2002               | 2003               |
| ------------------ | ------------------ | ------------------ | ------------------ | ------------------ | ------------------ |
| Obtížnost          | 3                  | 2                  | 1                  | 2                  | 2                  |

| Italský pohár | Italský pohár | Italský pohár | Italský pohár |
| Rok           | 1999          | 2000          | 2001          |
| ------------- | ------------- | ------------- | ------------- |
| Obtížnost     | 1             | 1             | 1             |